# Eucera mauritaniae
Eucera mauritaniae är en biart som beskrevs av Borek Tkalcu 1984. Eucera mauritaniae ingår i släktet långhornsbin, och familjen långtungebin. Inga underarter finns listade i Catalogue of Life.